# أطفال منتصف الليل
أطفال منتصف الليل (بالإنجليزية: Midnight's children) رواية بقلم سلمان رشدي صدرت في سنة 1981 تتناول مسيرة الهند من الاستعمار البريطاني إلى الاستقلال والانقسام، وتعتبر مثالاً على أدب ما بعد الاستعمار والواقعية السحرية. تسرد أحداث الرواية على لسان بطلها الرئيسي سليم سينائي وتجري في سياق الأحداث التاريخية الحقيقية يشوبها أدب الخيال التاريخي.
حصلت الرواية على جائزة بوكر الأدبية وجائزة ذكرى جيمس تيت بلاك في 1981، كما حصلت على جائزة بوكر البوكر في سنة 1993 بمناسبة الذكرى الخامسة والعشرين لجائزة بوكر وجائزة أفضل فائز بجائزة بوكر في سنة 2008 بمناسبة الذكرى الأربعين للجائزة.

## روابط خارجية
- أطفال منتصف الليل على موقع الموسوعة البريطانية (الإنجليزية)